# ФК „Арсенал 2000“
Вижте пояснителната страница за други значения на Арсенал.
„Арсенал“ е футболен клуб от град Казанлък. Играе домакинските си мачове на стадион „Арсенал“ в Казанлък с капацитет 2000 зрители, терена е в добро състояние и е с размери 90 / 55.
Отборът е създаден преди началото на сезон 1992 – 93 г.
Играе в А Елитна окръжна група и се класира на 1 място.
Сезон 1993 – 94, Арсенал играе във В Югоизточна група.
През 1997 г. се обединява с Розова долина под името – Арсенал-Розова долина (Кз) и с това име играе 2 години след което отборът остава само с името Розова долина (Кз).
В рамките на 6 години отборът не съществува.
През лятото на 2005/06 г. отново е възстановен и взима участие в ОФГ-Стара Загора.
Отборът допуска само едно равенство от 20 мача и се класира на 1 място, пред Розова долина (Казанлък).
При квалификациите за влизане в Югоизточна В група, отборът печели първата среща, но при втората, след равен резултат в редовното време губи при дузпите и не се класира.
Преди началото на сезона 2006/07, Арсенал (Кз) взима лиценза на Верея (Стара Загора) и с обединеното име Верея-Арсенал (Кз), заиграва все пак в Югоизточната група.
През този сезон отборът заема 7 място в крайното класиране.
Сезон 2007/08 г. – Обединеният отбор „Верея-Арсенал“ от миналия сезон, играл с лиценза на Верея (Стара Загора) и от негово име, но реално представляващ отбора на Арсенал (Казанлък), получава нова съдебна регистрация.
Със съдебно решение от 24.07.2007 г. – като правоприемник на Верея (Стара Загора) с промяна в седалището и наименованието на клуба е утвърден-ФК Розова долина (Казанлък).
Така завършва историята за „Арсенал“ (Кз).

## Стадион
Стадион Арсенал е с капацитет 2000 зрители. Стадиона е с размери 90 м дължина и 55 м широчина и има лиценз за В група.